# پسران فوتسالی
پسران فوتسالی (ژاپنی: フットサルボーイズ!!!!! هپبورن: Futtosaru Bōizu!!!!!) یک مجموعه فرنچایز رسانه‌ای ژاپنی با محوریت ورزش فوتسال است. این مجموعه شامل یک انیمهٔ تلویزیونی به تهیه‌کنندگی استودیوی دیومدیا است که از ژانویه تا مارس ۲۰۲۲ پخش شد، و همچنین یک بازی ویدئویی موبایلی که توسط شرکت بندای نامکو انترتینمنت عرضه گردید.
این انیمه در ایران با عنوان فوتسالیست‌ها پخش شد.

## رسانه

### بازی ویدئویی
یک بازی ویدئویی ویژه سیستم‌عامل‌های آی‌اواس و اندروید که توسط شرکت بندای نامکو انترتینمنت توسعه یافته بود، همزمان با مجموعهٔ انیمه معرفی گردید. این بازی در ابتدا قرار بود در سال ۲۰۲۱ منتشر شود، اما انتشار آن با هدف ارتقای کیفیت، به تاریخ دیگری موکول شد.